# Posterunek ruchu
Posterunek ruchu – Są to miejsca na linii kolejowej połączone wzajemnie szlakami, które zapewniają sprawne i bezpieczne prowadzenie ruchu kolejowego.  Posterunki ruchu regulują odstęp między pociągami, a niektóre mogą zmieniać kolejność jazd pociągów, i umożliwiać wyprzedzanie, krzyżowanie, odstawianie, rozpoczynanie i kończenie biegu pociągów. Posterunki ruchu urządza się niezależnie od punktów ekspedycyjnych (przystanki osobowe, ładownie, bocznice).
W Polsce dzielą się na: posterunki następcze (w tym zapowiadawcze), posterunki osłonne i posterunki pomocnicze. Na posterunkach ruchu mogą znajdować się posterunki techniczne (np. nastawnie).

## Rodzaje posterunków ruchu na sieci PKP Polskie Linie Kolejowe

Schematyczny podział linii na szlaki i posterunki ruchu

### Posterunki następcze

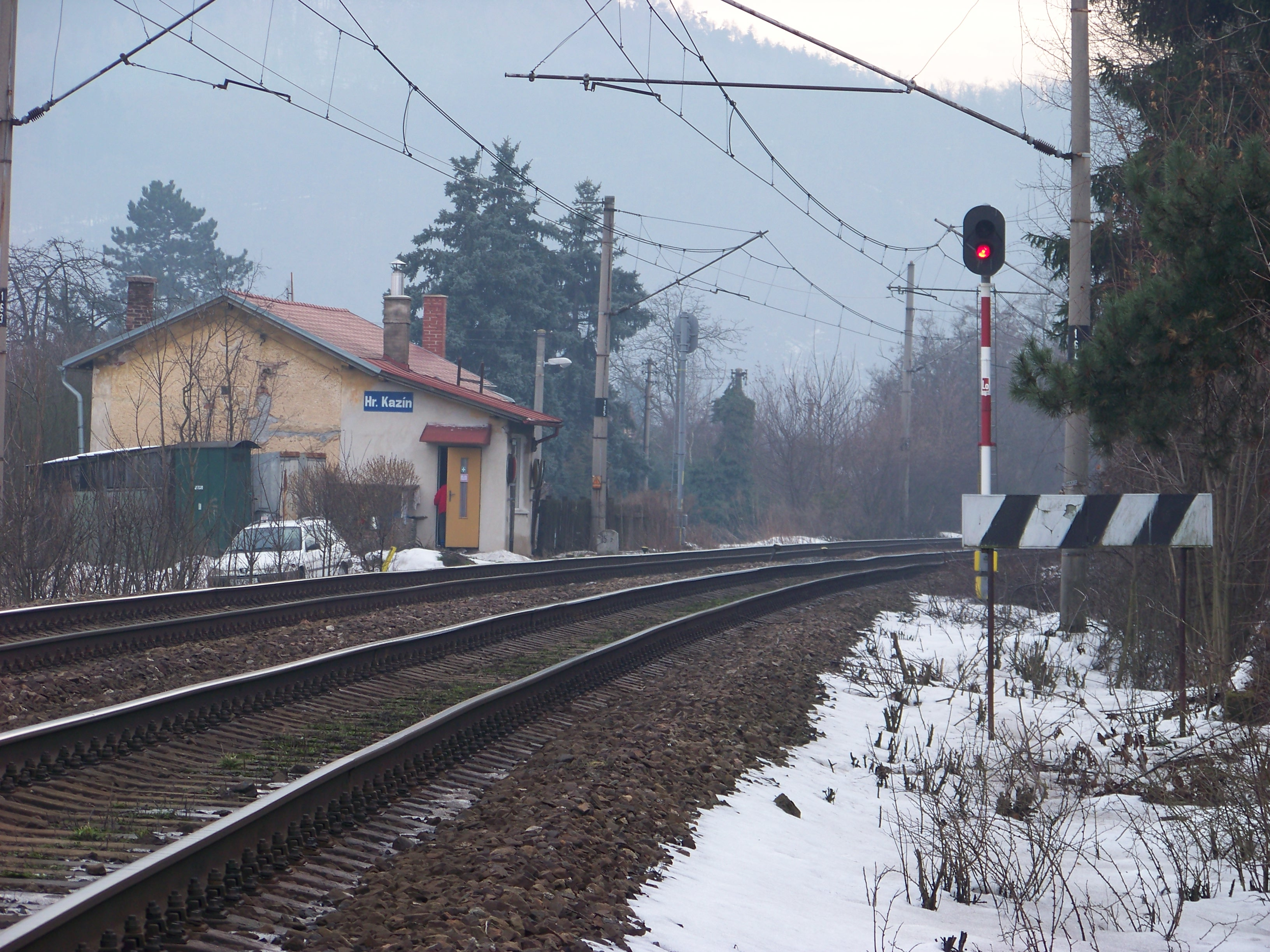
Posterunek odstępowy Kazín w Černošice

Posterunek następczy reguluje następstwo pociągów, to znaczy umożliwia jazdę pociągu tylko, gdy odstęp jest wolny. Do posterunków następczych zaliczamy:

#### 1. Posterunki odstępowe i bocznicowe
Posterunek odstępowy dzieli szlak na odstępy osłaniane przez semafory. Jazda pociągu jest możliwa wyłącznie gdy odstęp przed nim jest wolny. Na jednym szlaku można urządzić wiele posterunków odstępowych, a same posterunki mogą być obsługiwane przez dyżurnego ruchu, albo sterowane automatycznie (APO, automatyczny posterunek odstępowy)
Posterunek bocznicowy normalnie pełni funkcję posterunku odstępowego, ale umożliwia wjazd i wyjazd pociągów z przyległej bocznicy.

#### 2. Posterunki zapowiadawcze
Posterunek zapowiadawczy umożliwia zmianę kolejności wyprawianych pociągów na przyległe szlaki. Do posterunków zapowiadawczych zaliczamy:

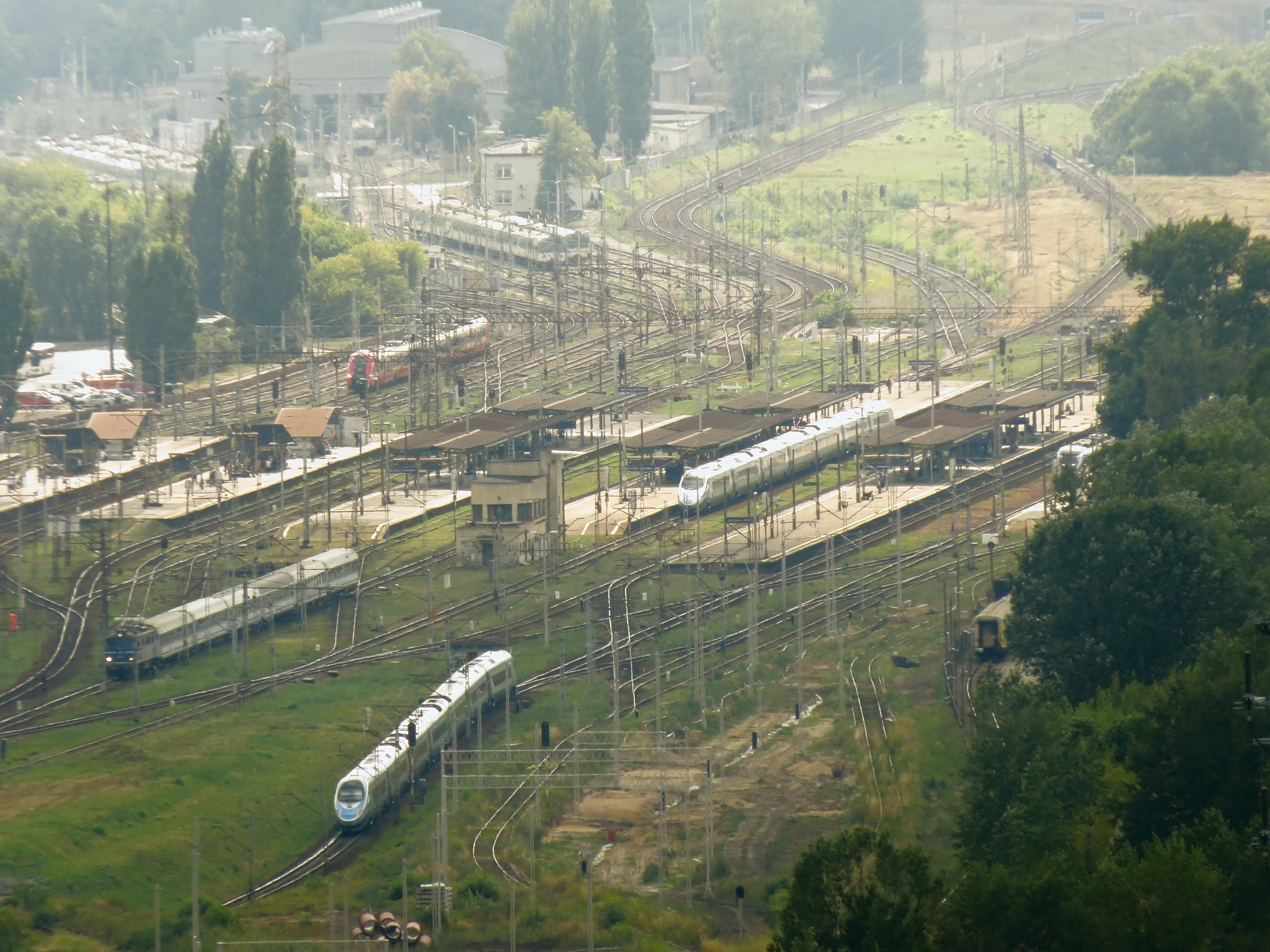
Warszawa Zachodnia, stacja węzłowa przed przebudową

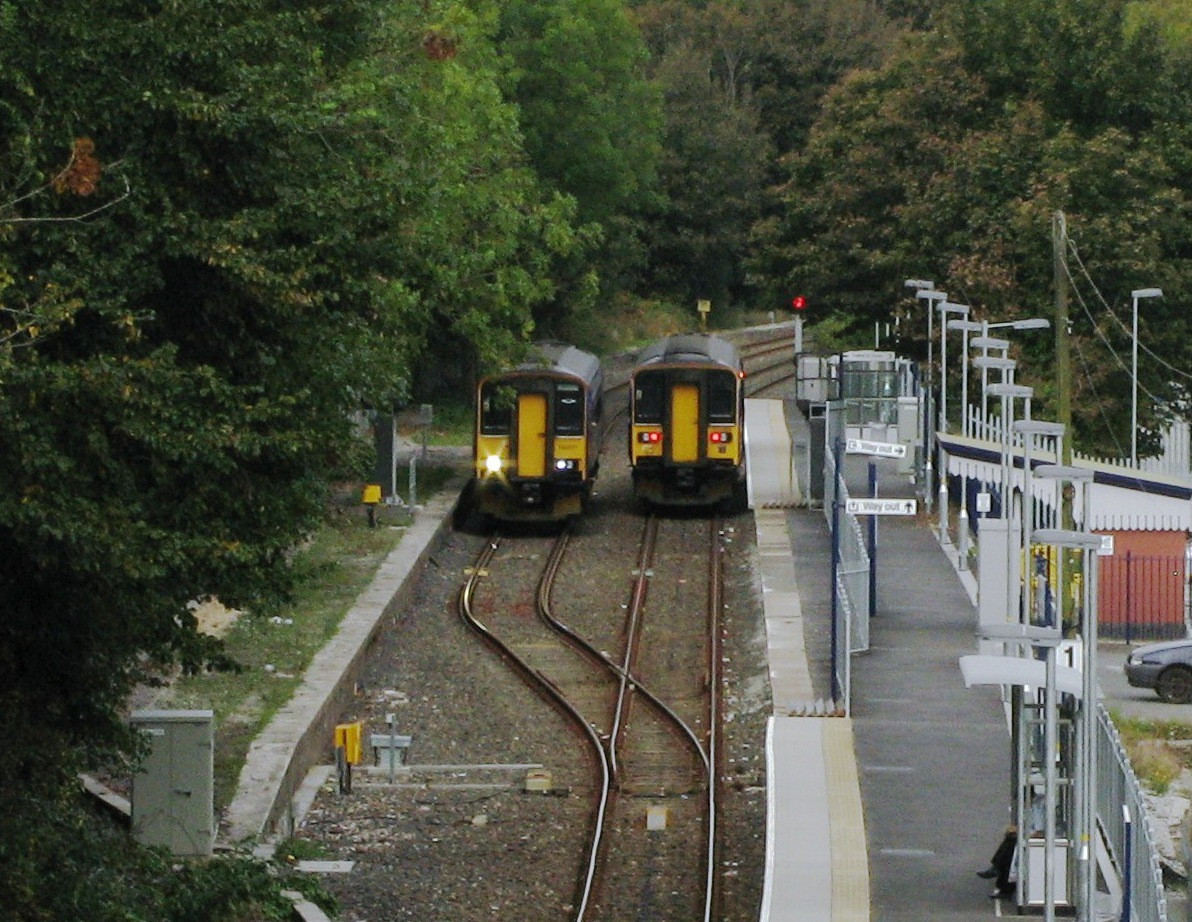
Mijanka w Penryn

##### a) Stacje
Stacja posiada co najmniej jeden tor główny dodatkowy, a pociągi mogą rozpoczynać i kończyć swój bieg, krzyżować się i wyprzedzać lub zmieniać kierunek jazdy. Do stacji zaliczamy:
- stacje węzłowe
- mijanki
- stacje techniczne (stacje towarowe bez infrastruktury obsługi pasażerów)

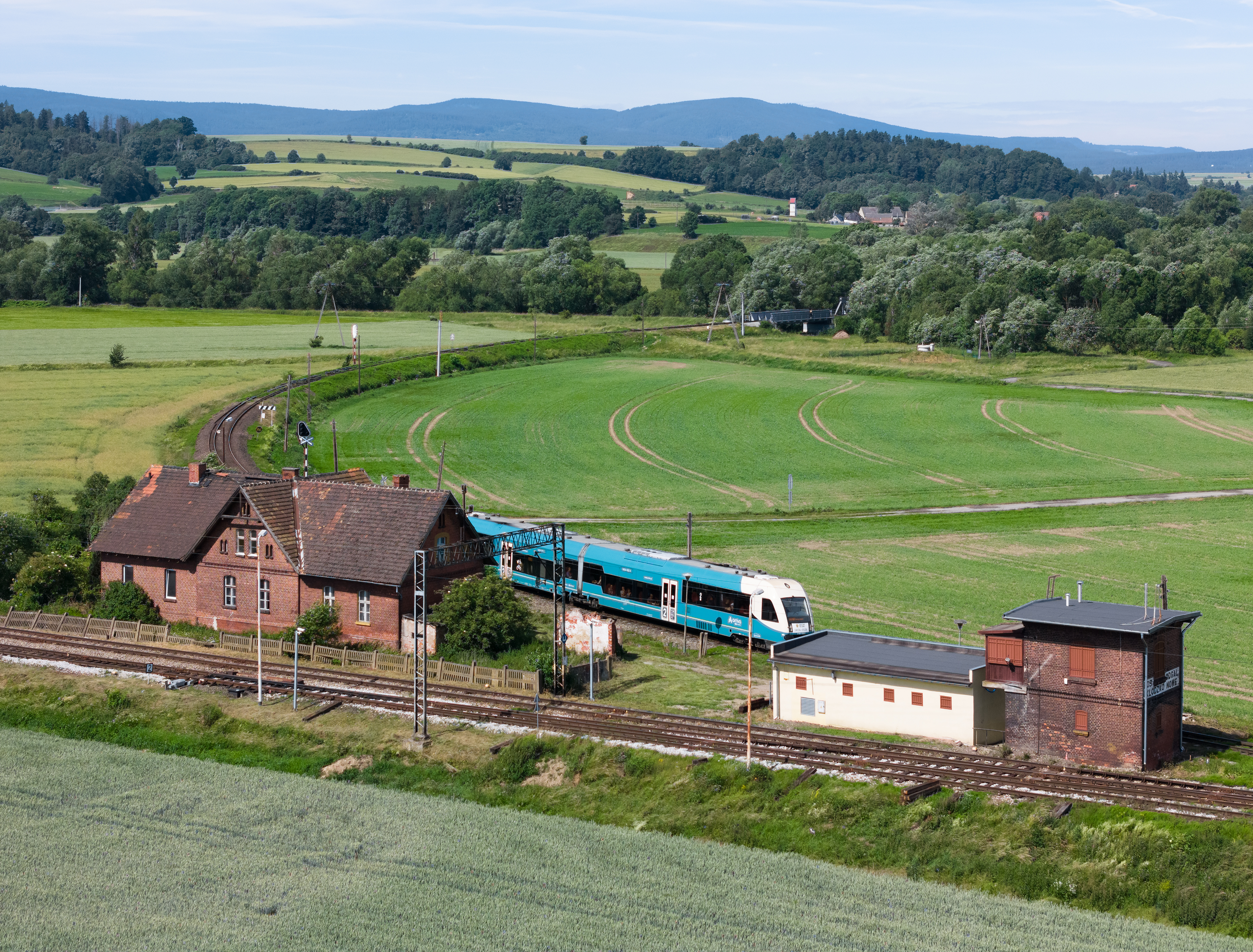
Posterunek odgałęźny Kłodzko Nowe oddzielający linię kolejową nr 276 od linii kolejowej nr 309

- stacje rozrządowa

##### b) Posterunki odgałęźne
Posterunek odgałęźny urządza się poza stacją, na szlaku w miejscu rozgałęzienia się linii kolejowej lub połączenia torów szlakowych, albo przejścia linii jednotorowej w dwutorową.

### Posterunki pomocnicze
Posterunek pomocniczy bierze udział w prowadzeniu ruchu pociągów tylko jadących na bocznicę szlakową. Nie wyposaża się go w semafory, posiada wyłącznie urządzenia niezbędne do bezpiecznego wjazdu i wyjazdu z bocznicy.
Dawniej na sieci PKP rozróżniano również posterunek osłonny. Jego jedynym zadaniem była ochrona za pomocą semafora, a czasem i rozjazdów ochronnych, miejsca niebezpiecznego na sieci kolejowej (np. most zwodzony, skrzyżowanie jednopoziomowe torów kolejowych).

Na sieciach innych zarządców infrastruktury rozróżnia się również:
- stacja bocznicowa - na liniach KPK-LK[3]
- posterunek ruchu - jako samodzielna kategoria na liniach Infra Silesia[4]